# 扬·热胡拉
扬·热胡拉（捷克語：Jan Řehula，1973年11月15日—），捷克男子铁人三项运动员。他曾在2000年夏季奥运会铁人三项比赛男子个人小项上以1小时48分46秒64的总成绩收获铜牌。